# Barnes (Londres)
Pour les articles homonymes, voir Barnes.
Barnes est une localité britannique située dans le borough londonien de Richmond upon Thames, dans une courbe de la Tamise, sur sa rive droite. Elle est desservie par deux gares ferroviaires (Barnes et Barnes Bridge) sur le chemin de fer entre la gare de Londres-Waterloo et Reading, dans le Berkshire.

## Histoire
Une route notable à Barnes est The Terrace (La Terrasse), en face de la Tamise. Le compositeur Gustav Holst habitait au no 10 entre 1908 et 1913. La danseuse de ballet Ninette de Valois habite au no 14 de 1962 à 1982. no 27 est la maison où le comte français Louis-Alexandre de Launay et sa comtesse, Antoinette Saint-Huberty, sont assassinés en 1812.
Dans les années 1960 et 1970, les studios Olympic, situés au 117 Church Road à Barnes, sont utilisés par de nombreux musiciens de pop et de rock, notamment les Rolling Stones et Jimi Hendrix. En 1977, le chanteur Marc Bolan se tue en voiture à Barnes. Le lieu de sa mort est depuis devenu un lieu de « pèlerinage » pour ses fans.

## Personnalités liées à la ville
- Arthur Bliss (1891-1975), compositeur britannique.
- Robert Pattinson (né en 1986), acteur.
- Peter Mayhew (1944-2019), acteur britannique.
- George Mackay (né en 1992), acteur britannique.